# Ghana en los Juegos Olímpicos de Londres 2012
Ghana estuvo representada en los Juegos Olímpicos de Londres 2012 por un total de 9 deportistas que compitieron en 4 deportes.  
El portador de la bandera en la ceremonia de apertura fue el boxeador Maxwell Amponsah. El equipo olímpico ghanés no obtuvo ninguna medalla en estos Juegos.

## Deportistas
La siguiente tabla muestra el número de deportistas por deporte:
| Deporte      | Hombres | Mujeres | Total |
| ------------ | ------- | ------- | ----- |
| Atletismo    | 1       | 2       | 3     |
| Boxeo        | 4       | 0       | 4     |
| Halterofilia | 0       | 1       | 1     |
| Judo         | 1       | 0       | 1     |
| Total        | 6       | 3       | 9     |